# Jean Taffin
Pour les articles homonymes, voir Taffin.
Jean Taffin, dit l'ancien, né à Tournai en 1529 et mort à Amsterdam le 15 juillet 1602, est un théologien calviniste wallon et un ministre francophone et néerlandophone.

## Biographie
Jean Taffin est né en 1529, dans une famille de la noblesse de Tournai. Après des études à Louvain et en Italie, puis à Genève, auprès de Calvin et de Théodore de Bèze, il commence sa carrière comme bibliothécaire du mécène catholique Perrenot de Granvelle (de 1554 à 1557). Il fut successivement pasteur à Metz, Anvers et Heidelberg, dont il devint le superintendant. En 1573, il revient aux Pays-Bas et est nommé chapelain du prince Guillaume Ier d'Orange. Après l'assassinat de ce dernier en 1584, il devient pasteur de l'église wallonne d'Amsterdam.
Jean Taffin n'apparait pas comme un théologien dogmatique. Il était plutôt en faveur de la liberté de religion, tant pour les protestants que pour les catholiques. Le 15 juillet 1575, il célèbre le mariage de Guillaume Ier d'Orange-Nassau et de Charlotte de Bourbon, dans l'église Sainte Catherine (Grote Kerk) de Den Briel. Il joue un rôle important lors des synodes des Églises wallonnes et meurt à Amsterdam le 15 juillet 1602.
Il est vraisemblablement de la même famille que le fondateur des mines d'Anzin et le couturier Hubert de Givenchy.

## Œuvres
Il est l'auteur à succès de plusieurs ouvrages pieux en français, dont :
- Marqves des enfans de Dieu, et des consolations en leurs afflictions (Haarlem, ante 1588)[3],
- Traicté de l'amendement de vie (ante 1594).